# Zaviralec Janusove kinaze
Zaviralci Janusove kinaze, zaviralci JAK ali jakinibi so družine učinkovin, ki zavirajo Janusovo kinazo, uporabljajo se pri zdravljenju nekaterih vnetnih avtoimunskih bolezni, kot so luskavica, revmatoidni artritis, mielofibroza in kronična vnetna črevesna bolezen. Janusove kinaze (JAK) so družina znotrajceličnih nereceptorskih tirozin kinaz, ki se vežejo na transmembranske citokinske receptorje ter fosforilirajo STAT v signalni poti JAK-STAT. Pred začetkom zdravljenja je treba pri bolnikih opraviti presejalni test za tuberkulozo. Zaviralci JAK namreč zavirajo imunski sistem in lahko povzroči aktivacijo latentne tuberkuloze oziroma pojav drugih okužb, kot je na primer pasovec. Redko pride do hudih neželenih učinkov, kot so tromboembolični dogodki, predrtje prebavil, intersticijska bolezen pljuč. Pojavijo se lahko tudi povišane vrednosti lipidov v krvi, in sicer tako LDL kot HDL.

## Predstavniki
Doslej je bilo odobrenih za klinično uporabo že več zaviralcev JAKː
- baricitinib
- filgotinib
- ruksolitinib
- tofacitinib
- upadacitinib

## Klinična uporaba
Zaviralci JAK se uporabljajo za zdravljenje:
- revmatoidnega artritisa,
- psoriatičnega artritisa,
- ulceroznega kolitisa in
- mielofibroze.

V kliničnih raziskavah preskušajo uporabo zaviralcev JAK za obvladovanje citokinske nevihte, ki jo povzroči covid-19.

## Mehanizem delovanja
Zaviralci JAK zavirajo encime družine Janusovih kinaz (JAK), ki spada med tirozin kinaze in so vpleteni v aktivacijo imunskega sistema. V družino JAK uvrščamo štiri beljakovine, in sicer JAK1, JAK2, JAK3 ter TYK2 (tirozin kinaza 2), ki so povezani z različnimi citokinskimi receptorji. Po vezavi ustreznega citokina pride do fosforilacije beljakovin STAT, ki se nato translocirajo v jedro, kjer sprožijo prepisovanje genov. Gre za tako imenovano signalno pot JAK/STAT, ki jo za prožanje svojega učinka uporabljajo številni provnetni citokini,
rastni faktorji in hormoni, ki so udeleženi tudi v imunopatogenezi številnih imunsko posredovanih bolezni.